# Carlos Ascenso André
Carlos Manuel Bernardo Ascenso André (Monte Real, 2 de janeiro de 1953) é um professor universitário e crítico literário português.
Professor da Faculdade de Letras da Universidade de Coimbra, aqui obteve, em 1990, o seu doutoramento em Literatura Clássica.
Publicou uma obra diversificada sobre as suas áreas de interesse: as línguas e literaturas clássicas, com especial incidência na literatura latina, seja a da época clássica (Cícero, Virgílio, Ovídio, Séneca), seja a do Renascimento e, ainda, aos estudos camonianos. Publicou sobre dois temas em particular: a literatura e o exílio, por um lado (Mal de ausência: o sentimento do exílio na lírica do humanismo português), e a poética do amor, por outro (Caminhos do amor em Roma, além da tradução da A arte de amar de Ovídio).
Foi presidente do Conselho Diretivo da Faculdade de Letras da Universidade de Coimbra, desde 2006 até 2013.
Assumiu em 2012 a direção do Centro Pedagógico e Científico de Língua Portuguesa do Instituto Politécnico de Macau, na China.
Antes fora coordenador do Pólo de Leiria da Universidade Católica Portuguesa (várias vezes, entre 1992 e 2005) e visiting professor em várias universidades estrangeiras: Universidade da Ásia Oriental, Universidade de Hamburgo, Universidade de Gottingen e Universidade de Poitiers.
Foi governador civil do distrito de Leiria, desde 1996 até 2002, sendo Primeiro-Ministro António Guterres.
Recebeu o Prémio Jacinto do Prado Coelho, em 2006.
Foi eleito sócio correspondente da Academia das Ciências de Lisboa em 2008 e membro efetivo da 2.ª Secção — Filologia e Linguística em 2020.